# 小葉田淳
小葉田 淳（こばた あつし、1905年4月24日 - 2001年8月8日）は、日本の歴史学者（専攻は貨幣史・鉱山史・貿易史）。京都帝国大学名誉教授。日本学士院賞受賞者、学士院会員、文化功労者。

## 経歴
1905年、福井県坂井郡丸岡町（現在の坂井市）生まれ。1922年に福井中学校（現：福井県立藤島高等学校）、1925年に第四高等学校を卒業した。その後は京都帝国大学文学部史学科に進んだ。卒業論文「貨幣流通の發展」をまとめ、1928年に卒業。
卒業後は、堺市史編纂部嘱託となった。1930年、台北帝国大学文政学部講師に着任。後に同大学助教授に昇進。1944年に応召し、陸軍中尉に至った。戦後も1946年まで国立台湾大学副教授として同地にとどまったが、同年中に帰国した。
帰国後は東京文理科大学文学部および京都大学文学部講師となった。1947年、学位論文『中世日支通交貿易史の研究』を京都帝国大学に提出して文学博士号を取得。1949年、京都大学文学部教授に昇進。1969年に京都大学を定年退官して名誉教授となった。その後は龍谷大学文学部教授として教鞭をとった。1971年に龍谷大学を退職して京都女子大学教授、1981年からは財団法人冷泉家時雨亭文庫常任理事、1987年からは住友史料館館長をつとめた。2001年、急性循環器不全のため96歳で死去した。1976年に学士院会員に選出された。
蔵書約2万点が坂井市立丸岡図書館に寄贈され、2004年より「小葉田淳記念文庫」として一般公開されている。

## 受賞・栄典
- 1969年：「日本鉱山史の研究」で日本学士院賞を受賞。
- 1996年：文化功労者。
- 2000年：丸岡町名誉町民として顕彰された。

## 研究内容・業績
- 歴史学のうち、人や物の交易に関心を持って研究を進めた。貨幣史、鉱山史、外交貿易、交通史など、それまで検討が充分になされていなかった新しい分野に取り組み成果を上げた。
- 自身の教え子に日本史学者の田中圭一、[[朝尾直弘]]がいる。

## 著書
- 『日本貨幣流通史』刀江書院 1930年
- 『中世南島通交貿易史の研究』日本評論社 1939年
- 『中世日支通交貿易史の研究』刀江書院 1941年
- 『史説日本と南支那』野田書房 1942年
- 『海南島史』東都書房台北支店 1943年
- 『日本と金銀島』創元社 1943年
- 『鉱山の歴史』至文堂 1956年
- 『日本の貨幣』至文堂 1958年
- 『日本鉱山史の研究』岩波書店 1968年
- 『金銀貿易史の研究』法政大学出版局 1976年
- 『日本経済史の研究』思文閣出版 1978年
- 『続日本鉱山史の研究』岩波書店 1986年
- 『日本銅鉱業史の研究』思文閣出版 1993年
- 『史林談叢 史学研究60年の回想』臨川書店 1993年
- 『貨幣と鉱山』思文閣出版 1999年
- 『想い出の記 引揚を経験した一歴史家の足跡』私家版 1999年

### 回想
- 『東方学回想 Ⅷ　学問の思い出〈3〉』東方学会編、刀水書房、2000年 - 座談での回想を収録